# Tužka IKEA

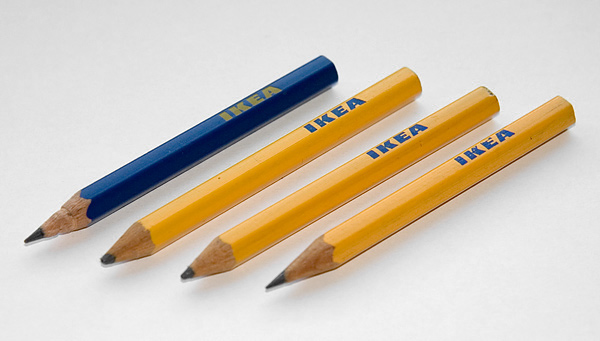
Dřívější tužky IKEA

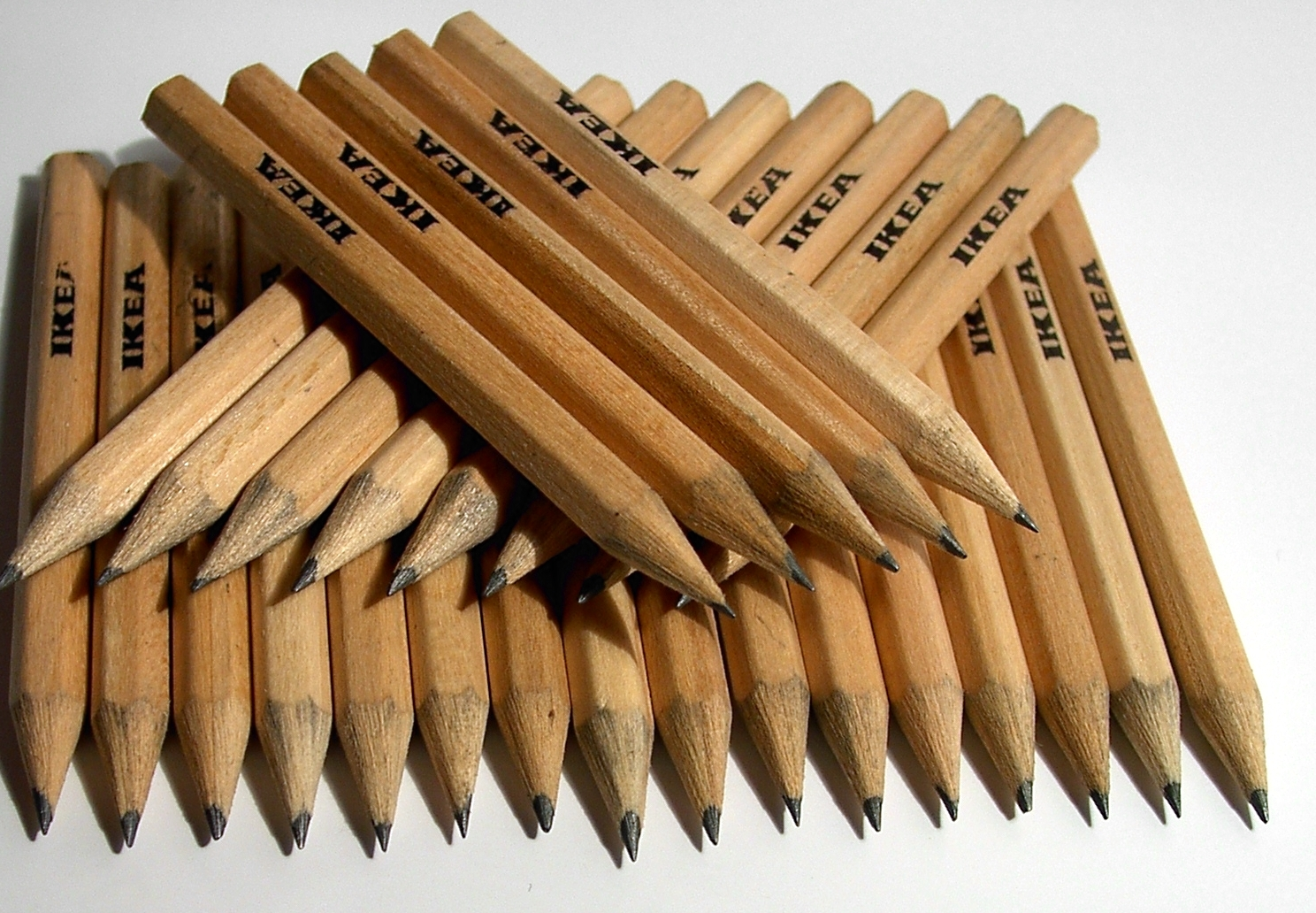
Moderní tužky

Tužky IKEA jsou menší tužky volně poskytované v obchodech IKEA po celém světě. Jsou zdarma k dispozici v krabičkách v držáku na tyčce upevněné vedle schémat a měřítek. Vyrábějí se v mnoha variantách, během let se barva měnila od modré přes žlutou až k přírodní barvě dřeva. Barvy se mění, ale rozměry zůstávají stálé 7×87 mm.
Má se za to, že IKEA zavedla tužky v reakci na konkurenční firmu Argos, která ve Velké Británii začala rozdávat tužky zdarma. Zatímco Argos dával ke každému katalogovému stojanu šest tužek, IKEA nabídla tužky ve velkých zásobnících. Když byl obchod IKEA poprvé otevřen v Jižní Koreji, byly během dvou měsíců spotřebovány zásoby tužek, které měly vydržet dva roky.
Jen pro kanadské obchody objednává IKEA 5,2 miliónů tužek ročně. Společnost neodrazuje zákazníky od použití v nejrůznějších projektech, holandská umělkyně Judith Dellemanová vytvořila ze stovek tužek židli. Také jsou jednorázově užívány chirurgy k vyznačení osteotomických řezů v kraniofaciální a maxillofaciální chirurgii.